# Röthgen

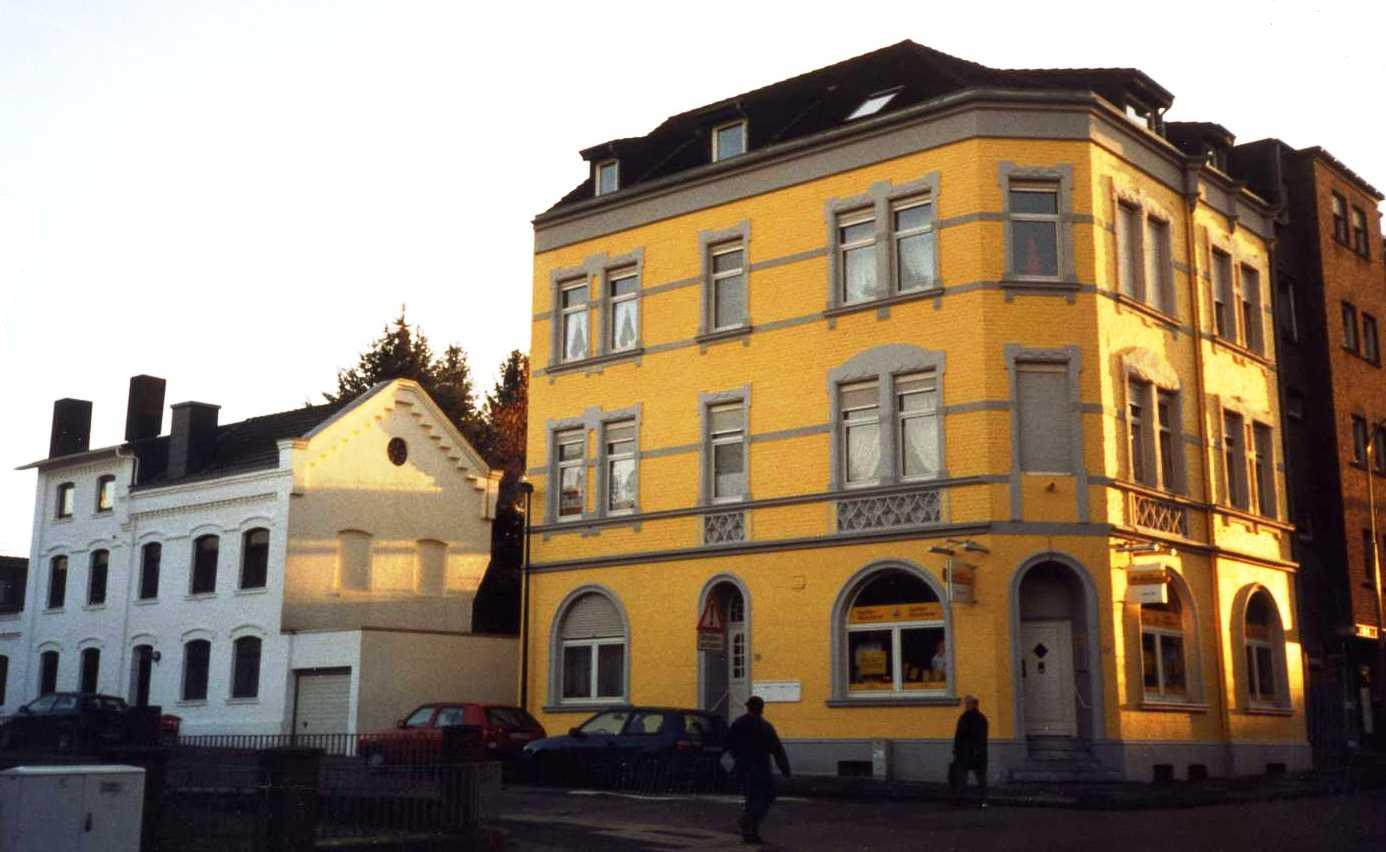
Altes Brauhaus

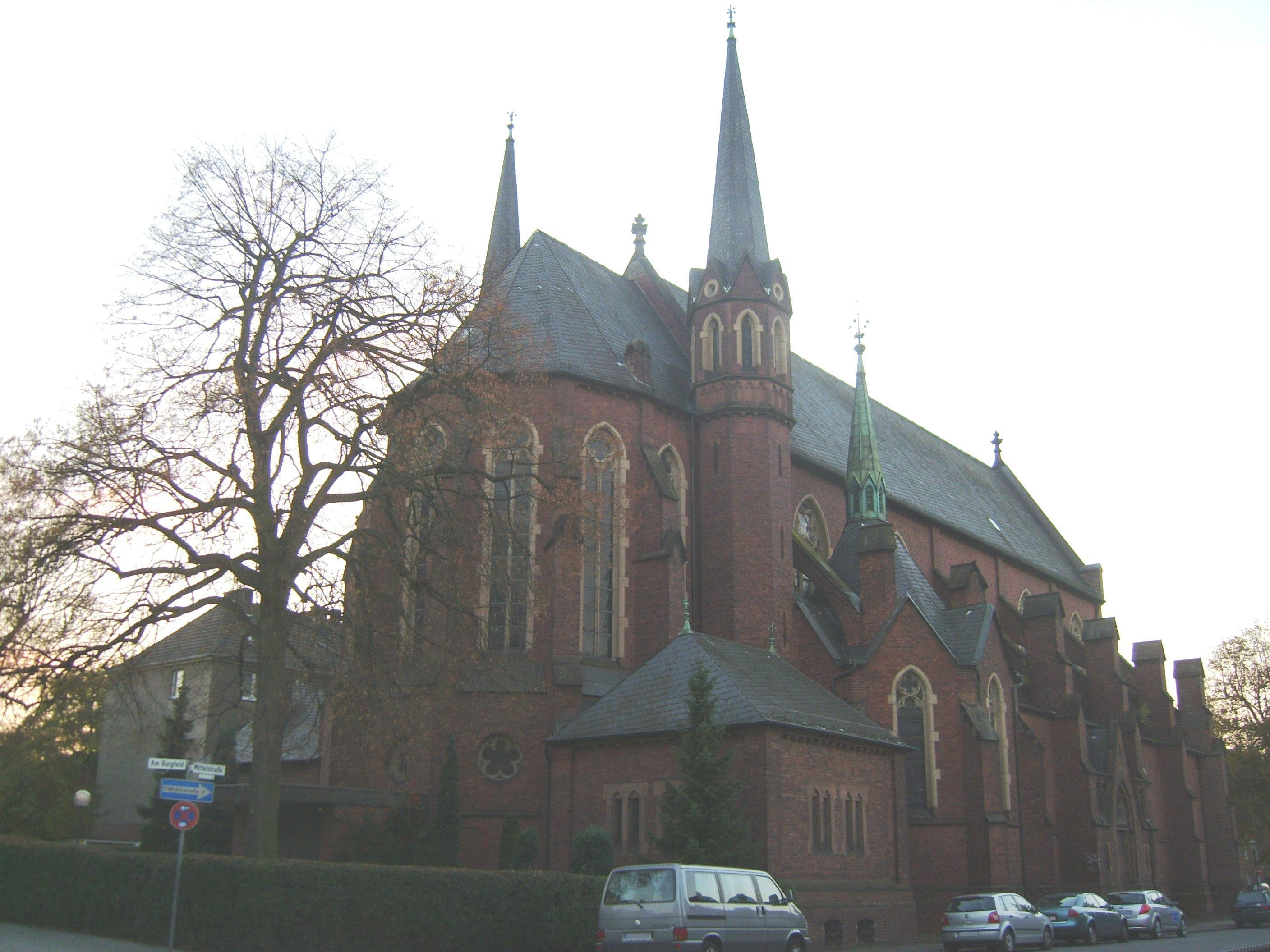
St. Marien

Röthgen [ˈʁøːtçən] ist ein Stadtteil Eschweilers südlich der Innenstadt (Eschweiler-Südstadt) und mit dieser seit dem 19. Jahrhundert zusammengewachsen: Grenze ist heute die Talstraße und Talbahnlinie. Unterteilt ist Röthgen in Röthgen (Unterröthgen) und Oberröthgen (Oberdorf).
Sehenswürdig sind die Burg Röthgen, die katholische Kirche St. Marien und die Karlschule. Das Kreisaltenheim, das Pastor-Zohren-Haus und der Eschweiler Hauptbahnhof sind größere öffentliche Gebäude.

## Geschichte
Röthgen gehört zusammen mit Bergrath und Röhe spätestens seit dem 16. Jahrhundert zum Amt Eschweiler und ist wie diese ein alter Rodungsort. Der Ortsname wird auf einer französischen Landkarte von 1802 „Roethgen“ und auf einer preußischen Landkarte von 1846 „Röthchen“ geschrieben.
Am 31. Dezember 2016 hatte der Stadtbezirk Röthgen 4906 Einwohner.

## Oberröthgen
Oberröthgen oder Oberdorf ist der südöstliche, landschaftlich höher gelegene Teil Röthgens im Bereich Burgstraße / Wilhelmstraße / Ringofen. Hier liegt auch die Siedlung Jägerspfad.

## Unterröthgen
Unterröthgen ist der westliche, landschaftlich tiefer gelegene Teil Röthgens im Bereich Odilienstraße / Röthgener Straße / Eisenbahnstraße. Hier liegen das Kreisaltenheim, der Eschweiler Hauptbahnhof sowie Röthgens Einkaufsstraße Röthgener Straße.

## Verkehr

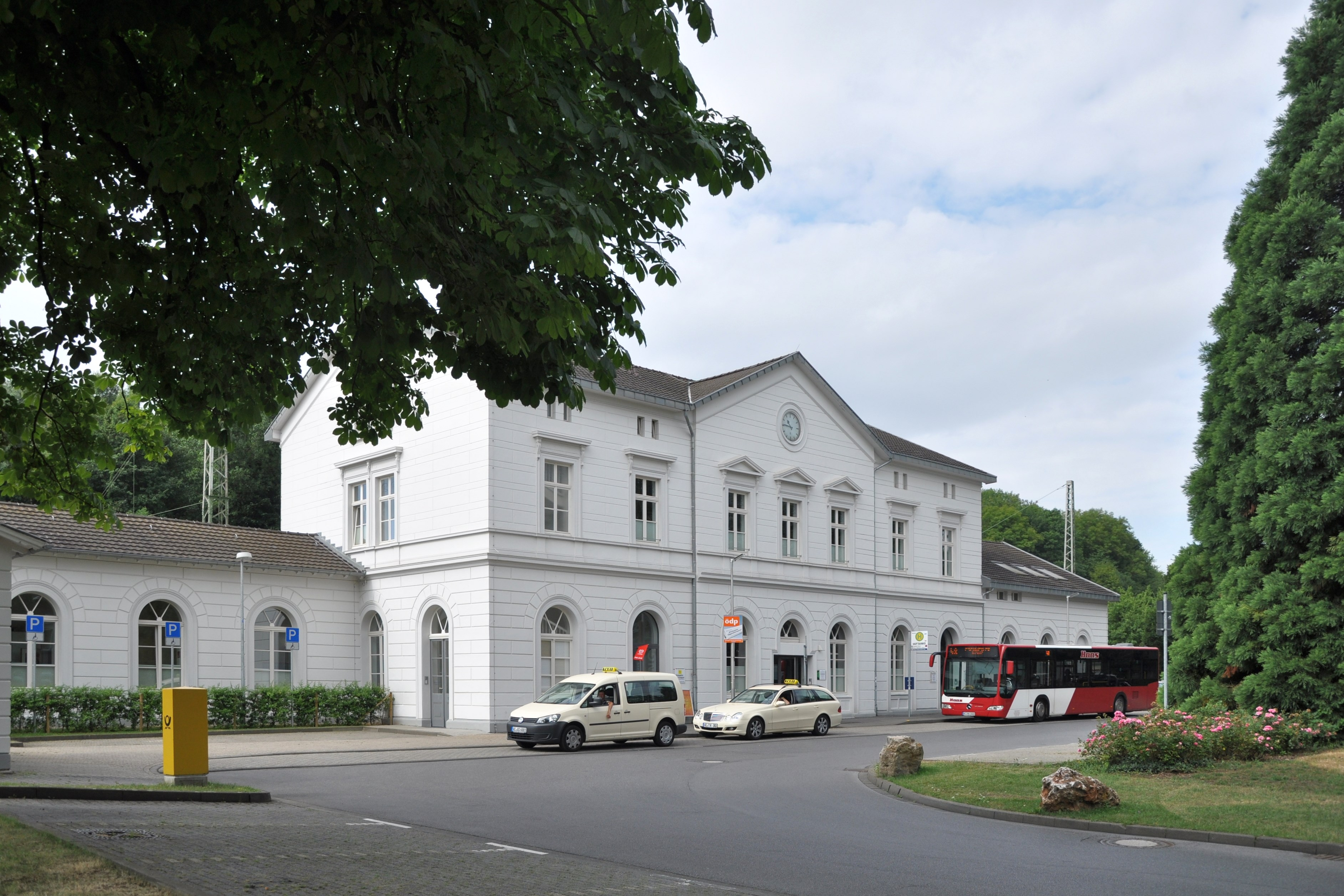
Eschweiler Hauptbahnhof

Die nächste Anschlussstelle ist Eschweiler-West auf der A 4.
Die AVV-Bushaltestellen Bourscheidtstraße, Karlstraße, Kreisaltenheim, Oberdorf, Odilienstraße und Röthgener Straße werden von den Linien 8, 48 und EW4 der ASEAG bedient.
| Linie | Verlauf |
| ----- | --- |
| 8     | Zweifall – Münsterau – Vicht – Bernardshammer – Binsfeldhammer – Stolberg Altstadt – Stolberg Mühlener Bf – Velau – Steinfurt – Siedlung Waldschule – Pumpe-Stich – Röthgen – Talbahnhof/Raiffeisenplatz – Krankenhaus – Eschweiler Bushof |
| 48    | Stolberg Mühlener Bf – Birkengang – Donnerberg – Donnerberg Kaserne – Eschweiler Stadtwald – Waldsiedlung – Pumpe-Stich – Eschweiler Hbf – Röthgen – Odilienstraße – Krankenhaus – Eschweiler Bushof – Vöckelsberg                         |
| EW4   | Eschweiler Bushof – Röhe – Aue / St. Jöris |

In Röthgen liegt der Eschweiler Hauptbahnhof an der Schnellfahrstrecke Köln–Aachen, ferner in unmittelbarer Nähe der Kreuzung Talstraße/Bourscheidtstraße der Euregiobahn-Haltepunkt Eschweiler-Talbahnhof/Raiffeisenplatz.

## Vereine
In Röthgen gibt es sechs Karnevalsvereine:
- KG Ulk Oberröthgen
- KG Röthgener Garde
- KG Blaue Funken Artillerie
- KG Fidele Trammebülle
- KG Lustige Reserve
- KF Eschweiler Böse Buben

sowie den Pfadfinderstamm Hohensteiner (seit 1949) und den Spielmannszug der Freiwilligen Feuerwehr Eschweiler.